# Eleição municipal de Barueri em 1988
A eleição municipal de Barueri em 1988 ocorreu no dia 15 de novembro de 1988, para eleger um prefeito, um vice-prefeito e 19 vereadores no município de Barueri, no Estado de São Paulo, Brasil. O prefeito eleito foi Carlos Alberto Correia, do PMDB, com 49,69% dos votos válidos. Houve outros dois candidatos: o ex-prefeito Arnaldo Rodrigues Bittencourt, do PSB e Luiz Carlos Gomes, do PT. O vice-prefeito eleito foi o então presidente da Câmara Municipal de Barueri, Antonio Carlos dos Santos, o popular Tarzan, do PMDB. Para a Câmara Municipal de Barueri, o candidato mais votado foi Cleuso Oliveira, do PDT com 1704 votos, 2,81% dos votos válidos.

## Antecedentes
Na eleição municipal de 1982, Rubens Furlan, do PMDB, foi eleito com  12.749 votos, equivalente a 41,91% dos votos.

## Candidatos
| Prefeito                      | Partido | Vice-Prefeito | Partido |
| Carlos Alberto Bel Correia    | PMDB    | Tarzan        | PMDB    |
| Arnaldo Rodrigues Bittencourt | PSB     |               |         |
| Luiz Carlos Gomes             | PT      |               |         |

## Resultados

### Prefeito
| Candidato(a)                        | Turno único 15 de novembro de 1988 | Turno único 15 de novembro de 1988 |
| Candidato(a)                        | Votação                            | Votação                            |
|                                     | Total                              | Porcentagem                        |
| ----------------------------------- | ---------------------------------- | ---------------------------------- |
| Bel Correia (PMDB)                  | 30.168                             | 49,69%                             |
| Arnaldo Rodrigues Bittencourt (PSB) | 17.034                             | 28,06%                             |
| Luiz Carlos Gomes (PT)              | 2.617                              | 4,31%                              |
| Total de votos válidos              | 49.819                             | 82,06%                             |
| Votos em branco                     | 8.763                              | 14,43%                             |
| Votos nulos                         | 2.128                              | 3,51%                              |
| Total                               | 60.710                             | 100%                               |
| Abstenções                          | 4.780                              | 7,30%                              |
| Total de eleitores                  | 65.490                             | 100%                               |

### Vereador
| Resultado da eleição para a Câmara Municipal de Barueri em 1988 |         |       |             |
| Candidato (a)                                                   | Partido | Votos | Porcentagem |
| Cleuso de Oliveira                                              | PDT     | 1.704 | 2,81%       |
| Clarindo Aparecido da Silva Filho                               | PMDB    | 1.168 | 1,92%       |
| Janio Gonçalves de Oliveira                                     | PMDB    | 1.118 | 1,84%       |
| Sebastião Rodrigues Nunes                                       | PFL     | 1.051 | 1,73%       |
| José Mendes da Silva                                            | PMDB    | 1.040 | 1,71%       |
| João Amancio da Conceição                                       | PFL     | 971   | 1,60%       |
| Maria de Lourdes Evangelista Avelino                            | PMDB    | 947   | 1,56%       |
| Noé de Souza Borges                                             | PMDB    | 924   | 1,52%       |
| Jurandir Aparecido Alves                                        | PFL     | 681   | 1,12%       |
| Joliete Alves dos Santos                                        | PDT     | 644   | 1,06%       |
| José de Melo                                                    | PSB     | 633   | 1,04%       |
| Nilton Humberto Melão                                           | PMDB    | 616   | 1,01%       |
| Antonio Carlos Balthazar Necchi                                 | PFL     | 589   | 0,97%       |
| José Maria de Moraes                                            | PFL     | 580   | 0,96%       |
| José Lino da Silva                                              | PSB     | 568   | 0,94%       |
| Valdemir Holanda da Silva                                       | PMDB    | 548   | 0,90%       |
| João José dos Santos                                            | PMDB    | 545   | 0,90%       |
| Vitor Firmino dos Santos                                        | PDT     | 531   | 0,87%       |
| João Celso Bailarini Lima                                       | PDT     | 408   | 0,67%       |